# Reichsreform

Le concept de réforme du Reich (Reichsreform) fait référence à diverses approches et propositions issues d'un débat s'étalant des années 1919 à 1932 visant à modifier le système politique de la République de Weimar, à réorganiser les relations entre le Reich allemand et les États, ou à restructurer le territoire du Reich.

## Histoire

Proposition de réorganisation du territoire du Reich en 14 États libres selon Hugo Preuß, 1919.

Après la Révolution de Novembre, diverses considérations ont été formulées pour réformer la division traditionnelle de l'Empire allemand en États fédérés, en particulier pour réduire la domination continue de la Prusse, entité disproportionnelle par sa taille et sa population en regard des autres constituantes du Reich. Diverses questions concernant le développement d’un État fédéral ou unitaire et l’orientation plus forte du Reich vers les aspects économiques et géographiques, par exemple sous la forme de « provinces économiques » et de « districts économiques » ont également été débattues,,. Bien que la Constitution de Weimar, votée en 1919, ait permis la réorganisation des États, les tentatives de réforme ont été contrées par des forces d’inertie historiquement indépendantes, qui se sont avérées être les plus fortes.
Dans le débat, la Bavière s'est prononcée en faveur d'une position forte des États avec documents commémoratifs gouvernementaux (de). Une proposition très discutée était la solution dite du Reichsland (de), que le gouvernement fédéral avait présentée en 1928 pour renouveler le Reich (de). Cette approche, qui aurait rétrogradé la Prusse au rang de Reichsland immédiat et l’aurait divisée en nouvelles « provinces du Reichsland » en fusionnant les États allemands du nord, du centre et de l’ouest, a échoué en raison des inquiétudes soulevées par le gouvernement de l’État prussien et la Bavière. Avec le coup d'État prussien, le chancelier du Reich Franz von Papen a mis en œuvre l'approche de centralisation du Reich poursuivie avec la solution du Reichsland par décret d'urgence à l'été 1932.
À l'époque nationale-socialiste, les États ont été largement dépossédés de leur pouvoir par la Gleichschaltung (coordination) et un État nazi centralisée a été créé, qui a réorganisé certains États et construit une structure parallèle sous la forme du Reichsgaue. Après la Seconde Guerre mondiale, les Quatre Puissances permirent à l'Allemagne, qui avait déjà reçu sa première nouvelle configuration sous forme de zones d'occupation sur la base des accords de Potsdam, de prendre un nouveau départ politique sous la forme d'États nouvellement formés, dont certains émanaient entièrement ou partiellement de la Prusse, qui avait été formellement dissoute par la loi n° 46 du Conseil de contrôle, comme le Brandebourg, le Grand Berlin, la Grande Hesse, le Mecklembourg-Poméranie occidentale, la Basse-Saxe, la Rhénanie-du-Nord-Westphalie, la Rhénanie-Palatinat, la Saxe, la Saxe-Anhalt, le Schleswig-Holstein et le Wurtemberg-Hohenzollern. Sur la base de la Loi fondamentale de la République fédérale d'Allemagne adoptée en 1949, diverses approches du débat sur la réforme du Reich ont été poursuivies sous le terme réorganisation du territoire fédéral (en).

## Sources et références

### Liens Web
- (de) Réforme du Reich (République de Weimar), site Internet dans le portail historisches-lexikon-bayerns .de
- (de) Réorganisation du Reich (1919-1945), site web sur le portail historisches-lexikon-bayerns.de